# Akroterij
Akroterij (grško τὸ ἀκρωτήριον, akrotérion - konica, latinizirali so ga Rimljani kot acroterium) je okras (palmeta, figura) na vrhu in vogalih slemenskega čela (timpanona) in se pogosto pojavlja v starogrškem, etruščanskem in rimskem templju, kot tudi okras na nagrobnikih. Postavljen na zunanje kote pedimenta se imenujejo acroteria angularia.
Sprva krožni disk iz pobarvane gline, kot Heraion pri Olimpiji, je akroterij okrasno in plastično oblikovan postajal bogatejši, predvsem z uporabo rastlinskih motivov, kot so akantovi listi ali palmete. Poleg teh so kasneje nastajali polno plastični akroteriji v obliki vaze, trinogov ali mitoloških bitij, kot so grifin ali sfinga in človeške figure - primer Nike, jahajoče Amazonke. Primeri dekoracije starih stavb z akroterijem so arhaični tempelj Apolona v Delfih ali tempelj Asklepiosa v Epidaurusu. Kot pri drugih arhitekturnih elementih so bili v preteklosti akroteriji večbarvni. Akroterij je vedno postavljen na strešno sleme.
Etruščanski akroterijo so bili delno figurativna dekoracija. 
Akroterij je bil v času renesanse, klasicizma in historicizma uporabljen kot element ornamentov v arhitekturi. Ne samo na javnih stavbah, ampak je bil skupen vsej posvetni arhitekturi. Včasih ga najdemo tudi pri oblikovanju pohištva.